# هوندا ۱۰۰۰ سی‌بی‌ایکس
هوندا سی‌بی‌ایکس یا هوندا ۱۰۰۰ (به انگلیسی: Honda 1000 CBX) یک موتورسیکلت اسپرت شش‌سیلندر بود، که بین سال‌های ۱۹۷۸ تا ۱۹۸۲ توسط کمپانی هوندا تولید می‌شد. این موتور با یک انجین شش سیلندر خطی حجم ۱۰۴۷ سی‌سی و توان تولید ۱۰۵ اسب بخار، پرچمدار سری موتورهای هوندا بود. سی‌بی‌ایکس مورد استقبال مطبوعات و موتور سوران قرار گرفت، اما توسط برادرش که در اواخر سال ۱۹۷۹ که معرفی شد، یعنی هوندا سی‌بی۹۰۰اف، فروش بیشتری داشت، باعث توقف تولید این موتور شد. از این مدل هوندا حدود ۲۵٫۰۰۰ دستگاه ساخته شد، که در زمان خودش با قیمت حدود ۴٫۰۰۰ دلار عرضه می‌شد.
یک مجله انگلیسی در سال ۱۹۸۰، با حداکثر سرعت ۱۴۳ مایل بر ساعت (۲۳۰ کیلومتر بر ساعت) این موتور سیکلت ژاپنی را به عنوان سومین سریعترین لیست‌اش قرار داد، با دو مدل مختلف سوزوکی بهترین شد.

## نگارخانه

Honda CBX
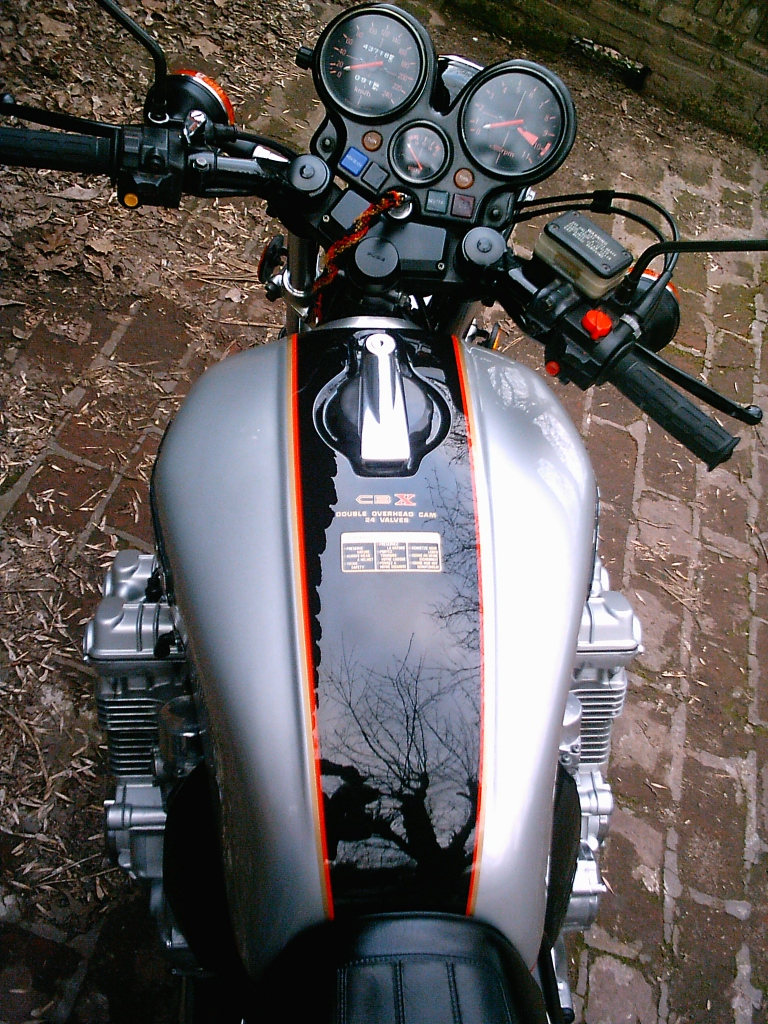
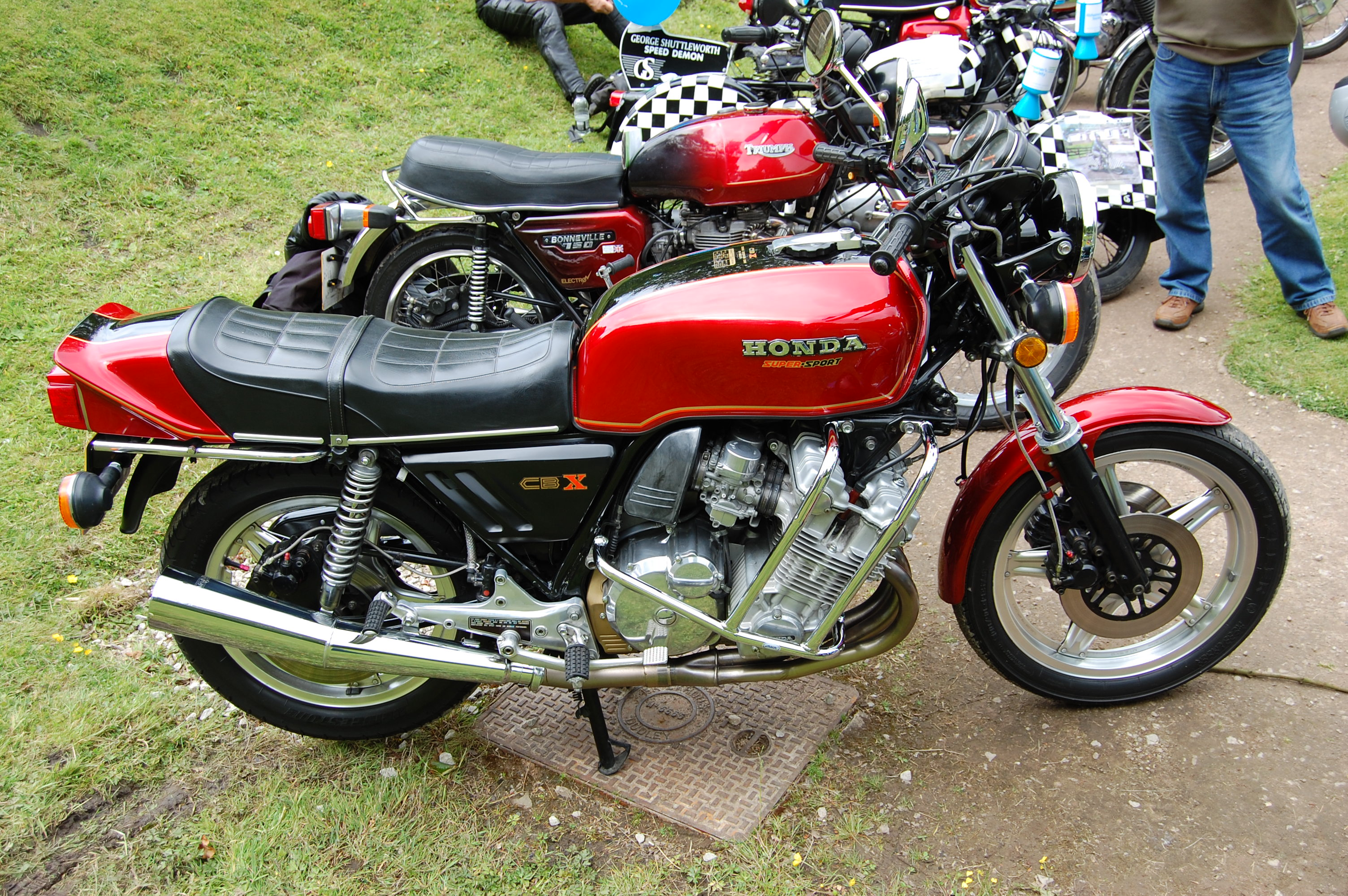
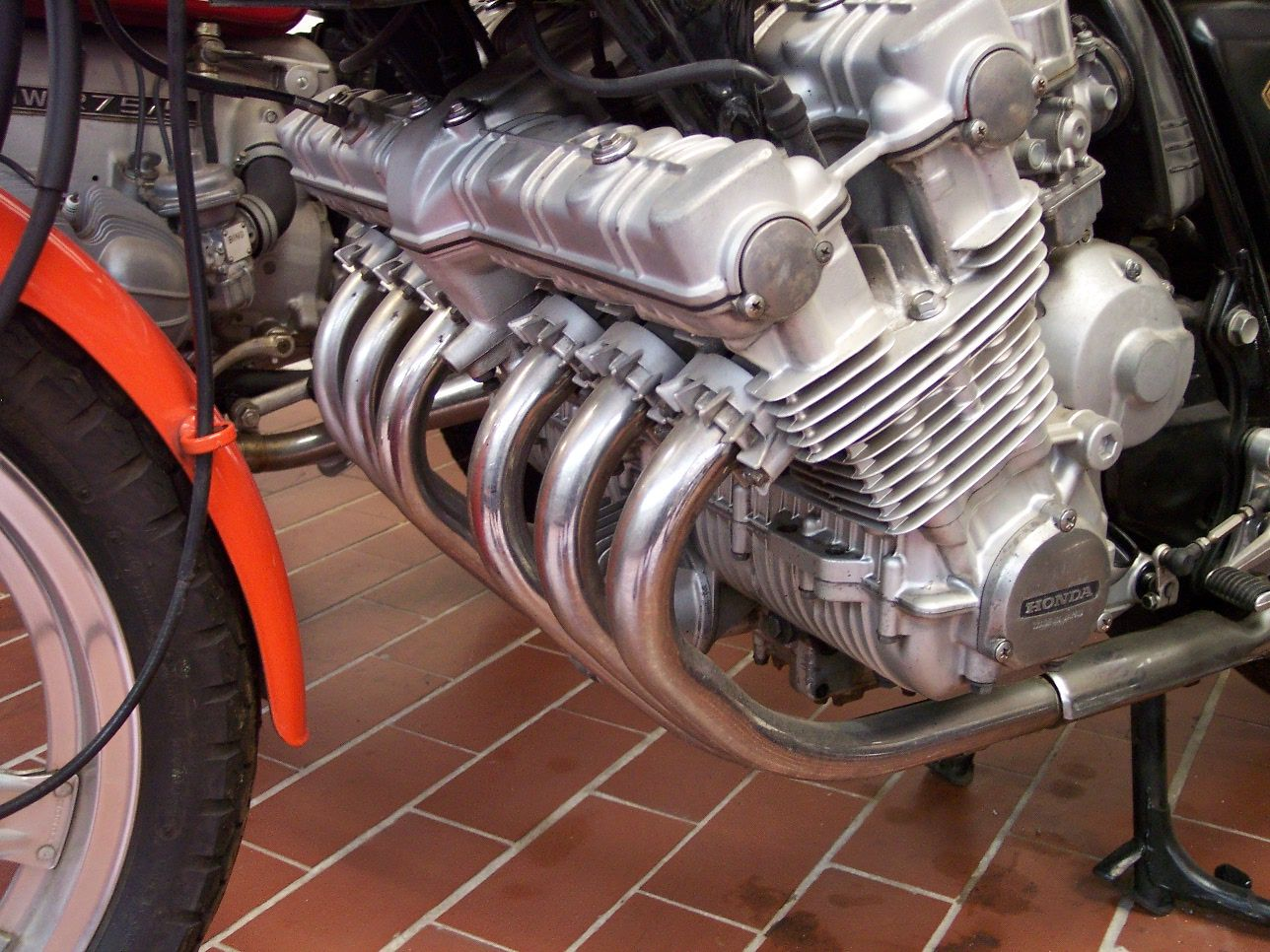
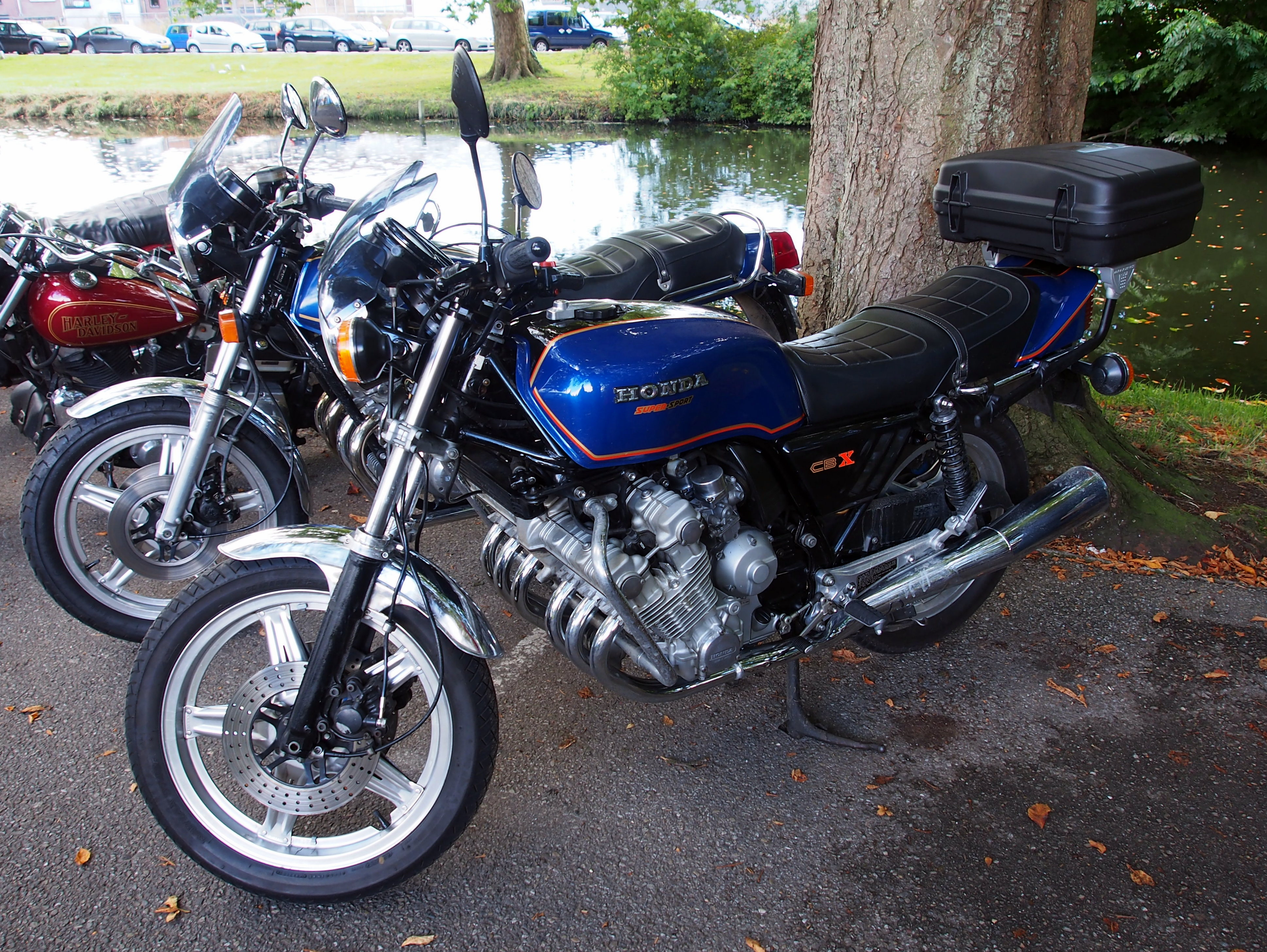